# Teodorico Strabone
Teodorico Strabone detto anche Teoderico (in latino: Theodoricus Strabo, ossia "strabico"; ... – 481) è stato un politico e militare goto coinvolto nella vita politica dell'Impero romano d'Oriente durante i regni degli imperatori Leone I, Zenone e Basilisco.

## Sotto Leone I
Teodorico Strabone era un capo dei Goti di Tracia. Figlio di Triarius, aveva due fratelli, una moglie di nome Sigilda e un figlio chiamato Recitach; era imparentato con il potente generale alano, nonché magister militum, Ardaburio Aspare tramite la moglie di costui, zia di Teodorico. Fu contemporaneo del più famoso Teodorico l'Amalo, il capo dei goti stanziati in Mesia, discendente della prestigiosa famiglia degli Amali, che sarebbe poi passato alla storia come Teodorico il Grande. La prima testimonianza su Teodorico Strabone risale al 459, quando i Goti da lui guidati vennero registrati come in buone relazioni con l'Impero romano d'Oriente, forse anche col rango di foederati e destinatari di un sussidio annuale dall'impero.
Nel 471 il magister militum dell'imperatore Leone I, Ardaburio Aspare, fu assassinato per ordine dell'imperatore stesso. Teodorico Strabone, che si trovava con la sua gente in Tracia, una provincia dell'impero, si ribellò per vendicare il proprio congiunto, ma fu affrontato e sconfitto dai generali (e in seguito entrambi imperatori) Zenone e Basilisco. Malgrado la sconfitta, Strabone pose tre condizioni per accettare la pace: ricevere l'eredità di Ardaburio Aspare, ottenere il beneplacito imperiale per l'occupazione gotica della Tracia, ed essere elevato al rango di magister militum. Leone rifiutò le prime due richieste, e accettando la terza in cambio di un giuramento di fedeltà, ma Teodorico rispose riprendendo le ostilità. Il conflitto durò altri due anni, durante i quali i Goti attaccarono le città della Tracia: una parte del loro esercito assediò Filippi (o forse Filippopoli), l'altra assalì e occupò Arcadiopoli (moderna Lüleburgaz, in Turchia). Nel 473 i Goti, a corto di provviste e di armi, firmarono la pace con Leone, in cambio di un tributo annuo di 2000 libbre d'oro, del riconoscimento dell'indipendenza dei Goti e del titolo di magister militum per Strabone.

## Sotto Basilisco

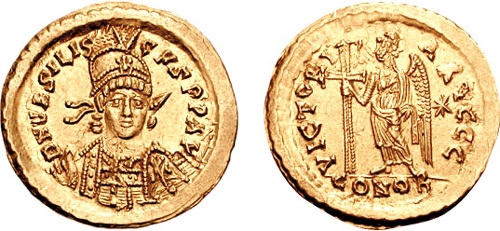
Solido dell'imperatore Basilisco. Teodorico giocò un ruolo importante nel colpo di Stato che portò alla caduta dell'imperatore Zenone e alla salita al trono di Basilisco, che gli confermò il titolo di magister militum.

Dopo la morte di Leone (gennaio 474), Teodorico Strabone si ribellò al nuovo imperatore Zenone e prese prigioniero Eraclio, magister militum per Thracias, già coinvolto nell'assassinio di Aspar, e lo uccise, malgrado il pagamento di un riscatto. Col fondamentale supporto di Teodorico, Basilisco riuscì a rovesciare Zenone e a salire al trono (gennaio 475). Il nuovo imperatore confermò il titolo di magister militum a Strabone, e gli concesse altri onori. In seguito, tuttavia, Basilisco si alienò il sostegno di Teodorico con la nomina del proprio nipote Armazio alla carica di magister militum praesentialis, rendendolo così di fatto di rango pari a quello di Teodorico. Quando Zenone tornò ad assediare Costantinopoli (agosto 476), Teodorico non la difese e la città cadde nelle mani dell'imperatore restaurato, il quale catturò e quindi uccise Basilisco. La rapida campagna di riconquista di Zenone fu facilitata dal passaggio di molti personaggi importanti dalla parte del deposto imperatore, tra i quali Teodorico l'Amalo: è stato ipotizzato quindi che Costantinopoli fosse senza difese perché il magister militum Teodorico Strabone era al nord a contrastare l'incursione dei Goti dell'Amalo.

## Zenone e i due Teodorico
Zenone volle annullare la minaccia posta dal potente e influente Teodorico Strabone e dall'emergente Teodorico l'Amalo mettendo i due capi goti l'uno contro l'altro. Nel 476/477 si alleò quindi con Teodorico l'Amalo e gli ordinò di attaccare il capo dei Goti di Tracia. Strabone mandò un'ambasciata all'imperatore, offrendo la pace e dando la colpa dei conflitti al suo rivale. Zenone tuttavia ottenne che il Senato e l'esercito dichiarassero Strabone un nemico pubblico, e nel 478 convinse l'Amalo ad attaccare le forze di Strabone con la promessa del sostegno di un grande esercito imperiale. L'Amalo e la sua gente marciarono attraverso le montagne, ma nei pressi del monte Soundis, invece di trovare i promessi rinforzi, si imbatterono nel campo fortificato di Strabone. Il capo dei Goti di Tracia provocò l'Amalo, cavalcando di fronte al campo dei Goti di Mesia e dichiarando davanti a tutti i Goti accampati che il comando dell'Amalo aveva ridotto la propria gente ad una guerra intestina a solo vantaggio dell'impero, e senza ricevere quelle ricchezze per le quali avevano abbandonato i propri territori di origine. Facendo leva sull'interesse comune di tutti i Goti, Strabone costrinse l'Amalo a chiedere la pace e i due comandanti mandarono un'ambasceria congiunta all'imperatore Zenone, chiedendogli di concedere loro l'estensione dei territori gotici in Mesia verso sud.

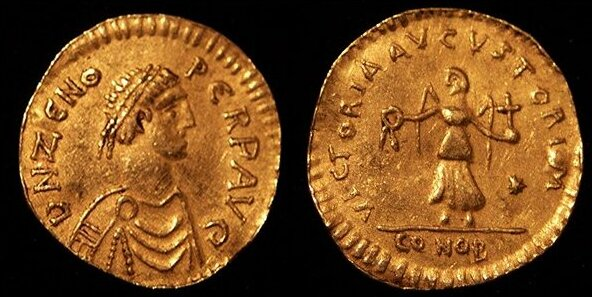
L'imperatore Zenone, qui mostrato su un tremisse coniato in suo nome, tentò di mettere l'uno contro l'altro i due Teodorico, ma Strabo concluse una pace con Teodorico l'Amalo e sconfisse i Bulgari inviatigli contro dall'imperatore.

Dopo aver tentato vanamente di corrompere l'Amalo, Zenone ordinò all'esercito imperiale di affrontare l'esercito gotico riunificato, che intanto, nel 479, aveva sostenuto la breve rivolta di Flavio Marciano contro Zenone. Nonostante alcune sconfitte Teodorico l'Amalo rimase libero di muoversi verso ovest in Tracia, saccheggiando i territori attraversati. Una volta che il rivale si allontanò, Teodorico Strabone concluse un accordo di pace con Zenone: ottenne la restituzione dei propri beni, denaro per pagare 13.000 soldati, il comando di due unità palatinae e la riconferma del titolo di magister militum. I 30.000 uomini di Teodorico erano però una seria minaccia per Zenone, che convinse i Bulgari ad attaccare i Goti di Tracia nelle loro basi. Strabone tuttavia sconfisse i Bulgari nel 480/481 e si mosse verso Costantinopoli, ma l'opposizione dei suoi uomini gli impedì di sfruttare le vittorie e lo costrinse a ripiegare sulla Grecia.
Mentre era accampato presso Stabulum Diomedis, in Tracia, e stava cercando di domare un cavallo selvaggio, Strabone cadde su una lancia appesa davanti a una tenda o a un carro, morendo (481). Teodorico l'Amalo si ritrovò quindi capo indiscusso di tutti i Goti.